# Anticarsia acutilinea
Anticarsia acutilinea är en fjärilsart som beskrevs av Walker 1865. Anticarsia acutilinea ingår i släktet Anticarsia och familjen nattflyn. Inga underarter finns listade i Catalogue of Life.